# Dolichogenidea
Dolichogenidea is een geslacht van vliesvleugeligen in de familie van de schildwespen (Braconidae). De wetenschappelijke naam van het geslacht werd voor het eerst geldig gepubliceerd in 1911 door Viereck.

## Soorten
O.a. de volgende soorten worden bij het geslacht ingedeeld:
- Dolichogenidea alophogaster Liu & Chen, 2019[2]
- Dolichogenidea altithoracica Liu & Chen, 2019[2]
- Dolichogenidea anterocava Liu & Chen, 2019[2]
- Dolichogenidea apicurvus Liu & Chen, 2019[2]
- Dolichogenidea atarsi Liu & Chen, 2019[2]
- Dolichogenidea breviattenuata Liu & Chen, 2019[2]
- Dolichogenidea carborugosa Liu & Chen, 2019[2]
- Dolichogenidea clausa Liu & Chen, 2019[2]
- Dolichogenidea conpuncta Liu & Chen, 2019[2]
- Dolichogenidea crassa Liu & Chen, 2019[2]
- Dolichogenidea cucurbita Liu & Chen, 2019[2]
- Dolichogenidea excellentis Liu & Chen, 2019[2]
- Dolichogenidea flexitergita Liu & Chen, 2019[2]
- Dolichogenidea fluctisulcus Liu & Chen, 2019[2]
- Dolichogenidea flexisulcus Liu & Chen, 2019[2]
- Dolichogenidea gleditsia Liu & Chen, 2019[2]
- Dolichogenidea hemituba Liu & Chen, 2019[2]
- Dolichogenidea hexagona Liu & Chen, 2019[2]
- Dolichogenidea infirmus Liu & Chen, 2019[2]
- Dolichogenidea latitergita Liu & Chen, 2019[2]
- Dolichogenidea lincostulata Liu & Chen, 2019[2]
- Dolichogenidea lobesia Liu & Chen, 2019[2]
- Dolichogenidea longialba Liu & Chen, 2019[2]
- Dolichogenidea longimagna Liu & Chen, 2019[2]
- Dolichogenidea lunatus Liu & Chen, 2019[2]
- Dolichogenidea medicava Liu & Chen, 2019[2]
- Dolichogenidea minuscula Liu & Chen, 2019[2]
- Dolichogenidea multicolor Liu & Chen, 2019[2]
- Dolichogenidea obsoleta Liu & Chen, 2019[2]
- Dolichogenidea opacifinis Liu & Chen, 2019[2]
- Dolichogenidea ovata Liu & Chen, 2019[2]
- Dolichogenidea parallodorsum Liu & Chen, 2019[2]
- Dolichogenidea pentgona Liu & Chen, 2019[2]
- Dolichogenidea punctipila Liu & Chen, 2019[2]
- Dolichogenidea rectivena Liu & Chen, 2019[2]
- Dolichogenidea transcarinata Liu & Chen, 2019[2]
- Dolichogenidea vadosulcus Liu & Chen, 2019[2]
- Dolichogenidea victoria Liu & Chen, 2019[2]
- Dolichogenidea wangi Liu & Chen, 2019[2]
- Dolichogenidea acron (Nixon, 1967)
- Dolichogenidea bambusae (Wilkinson, 1928)
- Dolichogenidea kurosawai (Watanabe, 1940)
- Dolichogenidea lissos (Nixon, 1967)
- Dolichogenidea molestae (Muesebeck, 1933)
- Dolichogenidea agilis (Ashmead, 1905)
- Dolichogenidea ultima (Kotenko, 1986)
- Dolichogenidea prisca (Nixon, 1967)
  - =  Dolichogenidea acutituba Song, Chen & Yang, 2006
- Dolichogenidea baoris
- Dolichogenidea brevicarinata
- Dolichogenidea expulse
- Dolichogenidea heterusiae
- Dolichogenidea hyposidrae
- Dolichogenidea lacteicolor